# Планкінтон (Південна Дакота)
Планкінтон (англ. Plankinton) — місто (англ. city) в США, в окрузі Орора штату Південна Дакота. Населення — 781 особа (2020).

## Географія
Планкінтон розташований за координатами 43°42′55″ пн. ш. 98°29′1″ зх. д. / 43.71528° пн. ш. 98.48361° зх. д. (43.715410, -98.483726).  За даними Бюро перепису населення США в 2010 році місто мало площу 1,96 км², уся площа — суходіл.

## Демографія
Згідно з переписом 2010 року, у місті мешкало 707 осіб у 294 домогосподарствах у складі 191 родини. Густота населення становила 361 особа/км².  Було 341 помешкання (174/км²).
Расовий склад населення:
| - 92,8 % — білих - 0,7 % — чорних або афроамериканців - 0,4 % — корінних американців - 5,8 % — осіб інших рас |

До двох чи більше рас належало 0,3 %. Частка іспаномовних становила 10,2 % від усіх жителів.
За віковим діапазоном населення розподілялося таким чином: 26,2 % — особи молодші 18 років, 56,5 % — особи у віці 18—64 років, 17,3 % — особи у віці 65 років та старші. Медіана віку мешканця становила 38,6 року. На 100 осіб жіночої статі у місті припадало 98,6 чоловіків;  на 100 жінок у віці від 18 років та старших — 96,2 чоловіків також старших 18 років.
Середній дохід на одне домашнє господарство  становив 51 459 доларів США (медіана — 46 845), а середній дохід на одну сім'ю — 54 838 доларів (медіана — 47 381). За межею бідності перебувало 7,2 % осіб, у тому числі 14,7 % дітей у віці до 18 років та 2,6 % осіб у віці 65 років та старших.
Цивільне працевлаштоване населення становило 318 осіб. Основні галузі зайнятості: освіта, охорона здоров'я та соціальна допомога — 25,8 %, роздрібна торгівля — 14,8 %, виробництво — 14,8 %.